# Åsele (plaats)
Åsele is een plaats in de gemeente Åsele in het landschap Lapland en de provincie Västerbottens län in Zweden. De plaats heeft 1920 inwoners (2005) en een oppervlakte van 333 hectare. De plaats ligt aan de rivier de Ångermanälven en wordt grotendeels omringd door naaldbos.

## Verkeer en vervoer
Bij de plaats lopen de Riksväg 90, Riksväg 92 en Länsväg 365.